# Spencer Le Marchant Moore
Spencer Le Marchant Moore, född 1 november 1850 i Hampstead, död 14 mars 1931, var en brittisk botaniker som var specialiserad på fröväxter.
Moore arbetade vid Royal Botanic Gardens mellan 1872 och 1880 samt vid Natural History Museum från 1896 fram till sin död.
Auktorsnamnet S.Moore kan användas för Spencer Le Marchant Moore i samband med ett vetenskapligt namn inom botaniken; se Wikipediaartiklar som länkar till auktorsnamnet.